# Peam Ro
Peam Ro är ett distrikt i Kambodja.   Det ligger i provinsen Prey Veng, i den södra delen av landet, 50 km sydost om huvudstaden Phnom Penh.